# Arthur Hughes (actor)
Arthur Hughes (24 de junio de 1894 – 28 de diciembre de 1982) fue un actor teatral, radiofónico y cinematográfico de nacionalidad estadounidense.

## Biografía
Nacido en Bloomington (Illinois), como actor teatral actuó en el circuito de Broadway en dos docenas de obras entre 1923 y 1968, entre ellas Mourning Becomes Electra (1931–32) y Elizabeth the Queen (1930–31), y en el medio televisivo intervino en producciones como The Dupont Show of the Week y Playhouse 90, y en varios telefilmes en la década de 1960.
Hughes fue sobre todo conocido por encarnar a Bill Davidson en el serial radiofónico de dilatada trayectoria Just Plain Bill. Además trabajó en programas de radio de fama, tales como Fu Manchu Mysteries y Mr. Keen, Tracer of Lost Persons. 
Además, Hughes trabajó en el cine, interviniendo, entre otras producciones, en El gran Gatsby (1974) y en la película de Woody Allen Bananas (1971).
Hughes y Edward Pawley, ambos intérpretes de Big Town, fueron buenos amigos, compartiendo piso en sus primeros años en Nueva York, donde los dos actuaban en funciones de Broadway. Juntos intervinieron en una popular función de Broadway titulada Subway Express (1929), y Hughes fue en 1922 testigo en la boda de Pawley con su primera esposa, la actriz teatral Martina May Martin.
Arthur Hughes falleció en Nueva York en 1982.